# Springfield (Missouri)
Springfield je třetí největší město v americkém státě Missouri. Podle sčítání obyvatel v roce 2010 měl Springfield 159 498 obyvatel. Ze Springfieldu pochází například hudební skupina Ozark Mountain Daredevils, herečka Kathleen Turner nebo také herec William Garwood.

## Partnerská města
- Isesaki, Japonsko
- Tlaquepaque, Mexiko
- Tours, Francie